# Isoetes todaroana
Isoetes todaroana är en kärlväxtart som beskrevs av Troìa och Francesco Maria Raimondo. Isoetes todaroana ingår i släktet braxengräs, och familjen Isoetaceae. Inga underarter finns listade i Catalogue of Life.